# Madden NFL 2004
Madden NFL 2004 est un jeu vidéo de sport (football américain) sorti en 2003 sur PlayStation, PlayStation 2, Xbox, GameCube, Game Boy Advance et PC (Windows).
Le jeu fait partie de la série Madden NFL.

## Accueil
- Jeuxvideo.com : 17/20 (PS2/XB/GC)[1] - 17/20 (PC)[2]